# کردمیر
کردمیر، روستایی از توابع بخش چهاردانگه شهرستان ساری در استان مازندران ایران می‌باشد. کردمیر در زبان طبری معروف به شبانان یا چوپانان است.

## جمعیت
این روستا در دهستان پشتکوه قرار داشته و براساس آخرین سرشماری مرکز آمار ایران که در سال ۱۳۹۵ صورت گرفته، جمعیت آن ۳۷۵نفر (۱۳۷خانوار) بوده‌است.
روستای کردمیر در سرشماری سال ۱۳۹۵
| شمار خانوار | جمعیت | زن  | مرد |
| ۱۳۷         | ۳۷۵   | ۱۹۳ | ۱۸۲ |